# Associazione Calcio Fortitudo Trieste
L'Associazione Calcio Fortitudo Trieste, nota semplicemente come Fortitudo Trieste, è stata una società calcistica italiana con sede nella città di Trieste.

## Storia
La Fortitudo Trieste è stata una squadra triestina esistita negli anni trenta. Vanta una partecipazione nel campionato di Serie C 1936-1937; il club ha vita breve tanto che dopo esser subito tornato in Prima Divisione si scioglie nel 1940.